# Colonie de Fort-Dauphin
1643–1674
Entités précédentes :
- Royaume Antanosy

Entités suivantes :
- Royaume de Madagascar

La colonie de Fort-Dauphin est une colonie fondée par la France en 1643 à la pointe sud de l'île de Madagascar en un site accueillant aujourd'hui Tôlanaro, toujours appelée Fort-Dauphin.

## Présentation

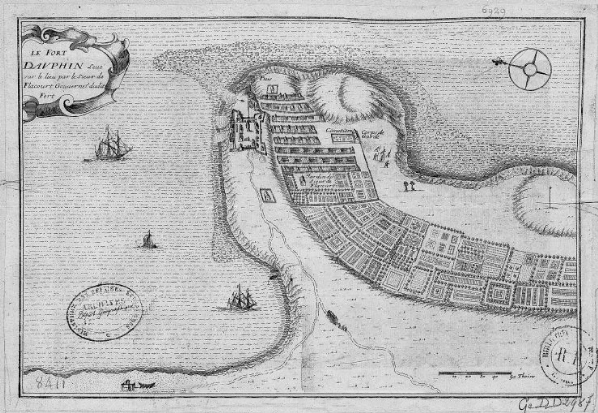
Le Fort Dauphin, levé sur le lieu par le Sieur de Flacourt dans les années 1650

Administrée par des aventuriers tels que Jacques Pronis et Étienne de Flacourt, elle servit de point de départ à l'exploration française dans la zone et fut notamment à l'origine de plusieurs prises de possessions au nom du roi dont l'actuelle île de La Réunion, qu'ils rebaptisèrent du nom d'île Bourbon.
La colonie de Fort-Dauphin connut de nombreuses dissensions internes du fait de colons tels qu'Antoine Couillard, qui s'allièrent aux indigènes. L'expérience prit fin par un massacre perpétré par surprise par ces derniers, le massacre de Fort-Dauphin, le 27 août 1674. Les survivants, après un long périple, s'installèrent à l'île Bourbon (aujourd'hui l'île de La Réunion) et constituèrent un apport essentiel au peuplement de celle-ci, encore très limité à l'époque.
De 1768 à 1771, une tentative a été faite pour restaurer la colonie mais elle échoua après trois années et la colonie fut abandonnée.